# Max Euwe
Machgielis (Max) Euwe (ø:wə; * 20. Mai 1901 in Amsterdam; † 26. November 1981 ebenda) war ein niederländischer Schach-Großmeister, Mathematiker und Informatiker. Von 1935 bis 1937 war er fünfter Schachweltmeister sowie von 1970 bis 1978 Präsident des Weltschachbundes FIDE.

## Leben
Als Zwölfjähriger wurde Euwe 1913 Mitglied im ältesten Schachverein der Niederlande, der Amsterdamer Schachgesellschaft. Nach dem Ersten Weltkrieg trat seine große Spielstärke hervor. 1919 gab er sein Debüt bei der Meisterschaft der Niederlande, 1921 gewann er sie erstmals. Insgesamt konnte er diesen Titel bis 1955 zwölfmal, davon sechsmal in ununterbrochener Folge, erringen und ist damit Rekordhalter. Im Jahre 1928 wurde er in Den Haag Amateurweltmeister der FIDE (vor Dawid Przepiórka und Hermanis Matisons). Weitere Erfolge in internationalen Turnieren waren seine Siege bei den Hastings-Schachturnieren 1930/31 und 1934/35 sowie in Bad Nauheim/Stuttgart/Garmisch 1937.
1935 erlebte Euwe den Höhepunkt seiner Schachlaufbahn: Er gewann im Wettkampf gegen Alexander Aljechin den Titel des Schachweltmeisters (neun Siege, acht Niederlagen, 13 Remis). Dadurch löste er eine große Schachbegeisterung in seinem Heimatland aus. Seine Gewinnpartie in Runde 26 wurde Die Perle von Zandvoort genannt.
Den Revanchekampf 1937 verlor er mit 9,5:15,5 (vier Siege, zehn Niederlagen, elf Remis).
Einer Zusammenarbeit mit dem Großdeutschen Schachbund stand Euwe aufgeschlossen gegenüber. Im Rahmen eines Empfangs bei Reichsminister Hans Frank im Juli 1937 bezeichnete Euwe sich selbst als „ersten germanischen Weltmeister“. Die Deutschen Schachblätter berichteten in Nummer 16 vom 15. August 1937 ausführlich darüber. Im Sommer 1941 gewann er in Karlsbad gegen Efim Bogoljubow einen vom Großdeutschen Schachbund organisierten Wettkampf mit 6,5:3,5 (5 Siege, 2 Niederlagen, 3 Remis). Im Übrigen lehnte er jedoch Einladungen zu den Turnieren im Generalgouvernement und zu den Europa-Turnieren in München unter Hinweis auf seine Tätigkeit als Lehrer ab. Kollaborationsvorwürfe wurden daher nach dem Zweiten Weltkrieg gegen ihn nicht erhoben.
Der Weltschachbund FIDE wählte Euwe als einen von fünf Kandidaten zur Schachweltmeisterschaft 1948 aus, er wurde dort aber mit 4 Punkten aus 20 Partien Letzter. Weltmeister wurde Michail Botwinnik.
Euwe tat sehr viel für die Popularisierung des Schachs. Er verfasste zahlreiche Lehrbücher, die in viele Sprachen übersetzt wurden. Von 1970 bis 1978 war er Präsident der FIDE. 
Hauptberuflich war Euwe Mathematiker. Er studierte an der Universität Amsterdam, wo er 1926 bei Roland Weitzenböck (der auch ein starker Schachspieler war) über Differentialinvarianten promoviert wurde. Er war danach Mathematik-Lehrer in Winterswijk und Rotterdam und von 1926 bis 1940 und dann wieder ab 1945 an einem Lyzeum für Mädchen in Amsterdam. Während des Krieges arbeitete er als Präsident der Einzelhandelskette Van Amerongen (VANA) in Amsterdam und als Versicherungsstatistiker.  In den 1950er Jahren wandte er sich Computern zu und wurde 1954 Professor für Kybernetik, wobei er 1957 auch zu Studienzwecken die USA besuchte, bei welcher Gelegenheit er in New York auch zweimal gegen Bobby Fischer spielte (er gewann einmal und spielte einmal remis). 1959 wurde er Präsident des Niederländischen Forschungszentrums für Informatik. Von 1961 bis 1963 leitete er eine von Euratom bestimmte Kommission, die untersuchen sollte, inwieweit das Schachspiel programmierbar ist. 1954 wurde er Professor für Informatik in Rotterdam und 1955 in Tilburg. Außerdem war er Berater der Computerfirma Remington Rand. Er war mit dem Mathematiker L. E. J. Brouwer befreundet, dessen Vorlesungen er als Student besucht hatte und hielt seine Grabrede. Euwe wandte auch intuitionistische Methoden von Brouwer auf die Analyse des Schachspiels an und zeigte 1929 unter anderem, dass die Möglichkeit, bei dreimaliger Zugwiederholung remis zu reklamieren, nicht ausreicht, um ein unendlich langes Schachspiel theoretisch auszuschließen. Im Jahre 1971 ging er als Professor in Tilburg in den Ruhestand.
In seine Zeit als FIDE-Präsident fiel das Weltmeisterschaftsmatch Fischer gegen Spasski 1972 in Reykjavík, bei dessen Vorbereitung er eine schwierige Vermittlerrolle übernehmen musste.
Euwe war mit Carolina E. Bergmann verheiratet und hatte drei Kinder. Seine Enkelin Esmé Lammers verwendete in ihrem Debütfilm Lang lebe die Königin (1995) bzw. im 1997 erschienenen gleichnamigen Buch zwei seiner 1936 in Amsterdam ausgetragenen Partien gegen Albert Loon und Alexander Aljechin.
Euwes höchste historische Elo-Zahl betrug 2769. Er erreichte sie im Januar 1936. Zwischen 1936 und 1937 lag er über 14 Monate auf Platz 1 der Weltrangliste.
Euwe war auch ein hervorragender Theoretiker und Schachautor. Seine Werke wurden in viele Sprachen übersetzt. Am bekanntesten sind u. a. Meister gegen Amateur, Amateur wird Meister, Meister gegen Meister, Urteil und Plan im Schach, Theorie der Schach-Eröffnungen, Feldherrenkunst im Schach, Endspiellehre und ihre praktische Anwendung. Daneben schrieb er auch viele Artikel, unter anderem für das Schach-Echo und die Deutsche Schachzeitung.
Euwe interessierte sich für alle Aspekte des Schachs, besonders auch für Endspiele, bei denen er in Korrespondenzen den GBR-Code verwendete. Er publizierte einige, meist theoretische Endspielstudien sowie Schachaufgaben.
Euwe starb 1981 an einem Herzinfarkt. In Amsterdam ist ein Platz nach ihm benannt, wo sich auch ein seinem Andenken gewidmetes Schachzentrum befindet.

## Partiebeispiel
In der zweiten Runde beim internationalen Turnier von Nottingham 1936 zeigte Euwe eine seiner besten Leistungen:
|   | a | b | c | d | e | f | g | h |   |
| 8 |   |   |   |   |   |   |   |   | 8 |
| 7 |   |   |   |   |   |   |   |   | 7 |
| 6 |   |   |   |   |   |   |   |   | 6 |
| 5 |   |   |   |   |   |   |   |   | 5 |
| 4 |   |   |   |   |   |   |   |   | 4 |
| 3 |   |   |   |   |   |   |   |   | 3 |
| 2 |   |   |   |   |   |   |   |   | 2 |
| 1 |   |   |   |   |   |   |   |   | 1 |
|   | a | b | c | d | e | f | g | h |   |

Vidmar–Euwe 0:1
Nottingham, 11. August 1936
Slawische Verteidigung, D17
1. d4 d5 2. c4 c6 3. Sf3 Sf6 4. Sc3 dxc4 5. a4 Lf5 6. Se5 Sbd7 7. Sxc4 Dc7 8. g3 e5 9. dxe5 Sxe5 10. Lf4 Sfd7 11. Lg2 Td8 12. Dc1 f6 13. 0–0 Le6 14. Sxe5 Sxe5 15. a5 a6 16. Se4 Lb4 17. Sc5 Lc8 18. Ta4 Lxa5 19. Sd3 0–0 20. Le4 Lb6 21. Dc2 g5 22. Lxh7+ Dxh7 23. Lxe5 La7 24. Lc3 b5 25. Taa1 c5 26. Dc1 c4 27. Se1 Lb7 28. Sf3 g4 29. Sg5 Df5 0:1

## Nationalmannschaft
Euwe nahm mit der niederländischen Mannschaft zwischen 1927 und 1962 an sieben Schacholympiaden teil (außer bei der Schacholympiade 1927 in London, bei der keine feste Brettfolge vorgegeben war, stets am Spitzenbrett). Er erreichte 1958 in München das zweitbeste, 1937 in Stockholm das drittbeste Einzelergebnis am ersten Brett. Außerdem nahm er auch an der inoffiziellen Schacholympiade 1924 in Paris teil.

## Vereine
Euwe spielte in den 1930er Jahren beim Amsterdamschen Schaakclub, in den 1970er Jahren bei Volmac Rotterdam, mit dem er auch zweimal am European Club Cup teilnahm.

## Werke (Auswahl)
- Theorie der schaakopeningen. Van Goor, ’s Gravenhage ab 1937
  - Theorie der Schacheröffnungen. 12 Bände. Siegfried Engelhardt Verlag, Berlin-Frohnau, 1957 und folgende
- Volledige handleiding voor het schaakspel. Van Goor, ’s Gravenhage 1937. Viele weitere Auflagen
  - Schach von A–Z – Vollständige Anleitung zum Schachspiel. De Gruyter, Berlin 1958. Übersetzung und Bearbeitung: Kurt Richter. Zahlreiche Neuauflagen
- Positiespel en combinatiespel. De Tijdstrom, Lochem 1949
  - Positions- und Kombinationsspiel im Schach. De Gruyter, Berlin 1951. Übersetzung: Kurt Richter
- Oordeel en plan. Het denkproces in het schaken. Van Goor, ’s Gravenhage 1952
  - Urteil und Plan im Schach. De Gruyter, Berlin 1956. Übersetzung: Kurt Richter
- Meister gegen Amateur. De Gruyter, Berlin 1962. Mit Walter Meiden
- Amateur wird Meister. De Gruyter, Berlin 1965. Mit Walter Meiden
- Veldheerschap op de vierenzestig. Van Goor, ’s Gravenhage 1966
  - Feldherrnkunst im Schach. Eine Studie über die Entwicklung des Schachdenkens vom Jahre 1600 bis heute. De Gruyter, Berlin 1970. Übersetzung: Kurt Richter
- Meister gegen Meister. De Gruyter, Berlin 1970. Mit Walter Meiden
- Endspieltheorie und -praxis. De Gruyter, Berlin 1984